# Dendropsophus gryllatus
Dendropsophus gryllatus es una especie de anfibios de la familia Hylidae. Es endémica de Ecuador.
Sus hábitats naturales incluyen bosques tropicales o subtropicales secos y a baja altitud, marismas de agua dulce y plantaciones. Está amenazada de extinción por la destrucción de su hábitat natural.